# 사회학
사회학(社會學)은 사람들이 어떻게 사는지와 왜 그렇게 사는지를 사회와 연관지어서 설명하는 학문이다. 사회학에서는 다양한 사회 연구 기법을 이용하여 경험적인 조사를 하고, 그 결과를 분석한다. 사회학은 이러한 의미에서 사회과학의 한 분야로서 다루어진다. 사회학의 목표는 인간 사회를 연구하여 미시사회학인 부분에서부터 거시적인 단계에 이르기까지 사회 구조를 이해하는 것이다.
사회학은 방법론이나 탐구 주제 면에서 매우 광범위한 학문이다. 전통적으로 사회학은 양적 연구 방법을 통하여 계량적인 방법으로 계급과 같은 사회 계층, 사회 이동성, 종교, 세속화, 법률, 문화, 일탈, 근대성 등을 연구했다. 근래에 들어서 사회학의 연구 분야는 의학, 군사, 처벌과 같은 각종 사회 제도와 인터넷과 같은 새로운 사회관계, 과학 지식과 같은 지식 체계에까지 확장되고 있다. 연구 분야가 광범위 한 만큼 연구의 기법 역시 다양하여 언어적 방법, 문화적 방법, 이해사회학, 철학적 방법 등이 사회학 연구에 사용되고 있다. 최근에는 에이전트 기반 모형이나 사회 네트워크의 분석을 위해 수학적 방법과 컴퓨터 연산 기법 등이 사용되고 있다.

## 정의
사회학이 어떠한 학문인가를 한마디로 정의하는 것은 쉬운 것이 아니다. 사회학은 일종의 사회를 이해하려는 시도이기 때문에, 사회학이 무엇을 대상으로 하며, 이 대상을 어떠한 방법으로 연구하는가에 대하여 학자들 사이에도 의견의 일치를 보지 못하고 있기 때문이다. 또 사회학의 내용이나 과제에 대해서도 상당히 모호한 점이 해결되지 않은 채 남겨져 있다고 생각되는 까닭이다. 이러한 사정을 고려하여 간단히 사회학의 정의를 내린다면, 인간과 사회의 관련을 중심으로 하여 사회적인 공동생활의 이법(理法)을 밝히는 학문이라 할 수 있다. 바꾸어 말하면, 그것은 사회의 구조와 변동 및 그 밑바닥에 있는 인간의 사회적 행위를 연구하는 한, 특수 사회과학이라 하여도 좋을 것이다.
우리들의 사회적인 공동생활을 살펴보건대, 거기에는 경제·정치·법·교육·도덕·종교·예술 등 갖가지 영역이 있고, 이들 영역을 통하여 다종다양한 집단이나 제도가 서로 관련되어 있으며, 이들 집단이나 제도는 인간의 행위가 지탱되면서 존속하며 또 변동한다. 경제학·정치학·법학 등의 학문은 이와 같이 서로 관련하는 여러 영역을 각각 칸막이하여 연구의 대상으로 삼는, 말하자면 '세로로 자르는' 학문인데 반해, 사회학은 그들 여러 영역에 걸쳐서 그 밑바닥에 있는 집단·제도·행위에 연구의 초점을 둔다는 뜻에서 말하자면 '가로로 자르며 보는' 학문이라 하겠다. 바꾸어 말하면, 사회학의 관점(초점)은 처음부터 사회생활의 전반에 걸친 '생활의 공동'에 있으므로, 여러 사회과학 안에서 특이한 위치를 차지한다. 경제학이나 정치학 등이 서로 교착(交錯)하면서도 그 인식의 중심점으로 보아, 평면적으로 대상영역을 나누는 것이라고 한다면, 사회학은 이들 대상면 전체에 나타나 있는 인간생활의 공동을 인식과제로 삼는 까닭에 다른 사회과학들과 달리 대상을 입체적으로 나누는 셈이다. 그러므로 사회학은 경제학·정치학·법학·교육학 등 여러 과학과 서로 긴밀하게 협력하면서 연구를 수행하여야만 한다.
사회학의 기본적인 문제는 사회와 개인의 문제이다. 이 점에 관해서는 지난날에 양극적(兩極的)인 견해가 있었다. 하나는 개인을 사회에 우선시키는 사회명목론(社會名目論)의 입장이고, 다른 하나는 사회를 인간적 개체를 초월하는 것으로 보는 사회실재론(社會實在論)의 입장이다. 그러나 이 두 가지 입장은 오늘날 모두가 극복된 듯하다. 개인의 실재는 물론 부정할 수 없는 일이나, 그 개인 자체는 사회적으로 형성된 퍼서낼러티를 가지고 집단생활을 영위하고 있는 사회적 인간이며, 이 사회적 인간이 그를 형성하며 제약하고 있는 사회를 역사적으로 바꾸어 가는 것이라 생각된다. 이와 같은 기본적 관점으로부터 사회학의 연구내용은 구조적으로 크게 나눠, 퍼서낼러티·집단·문화(제도) 등 3측면으로 형성되고 있다고 하겠다.
사회학 연구의 첫 출발점은 구체적인 인간의 사회적 행위의 분석이다. 이 사회적 행동양식의 연구가 인간의 퍼서낼러티 형성의 이론이 되며, 나아가서 사회적 성격(예：민족적 성격·직업적 성격)의 이론으로 전개되는 것이다.
둘째는 사회학의 중심적 과제라고도 할 만한 집단의 연구이다. 인간의 사회적인 공동생활은 실은 여러 가지 집단의 구성원으로서 행하는 생활인 까닭이다. 사회학은 여러 가지 집단에 대하여 유형에 따라 분석하는 동시에 집단과 집단 사이의 관련도 밝히려 한다. 특히 '집단 분출(噴出)'의 시대라고도 불리는 현대의 사회가 한편으로는 인간을 대집단으로 조직화하며 관료제화(官僚制化)를 진행시키는 동시에, 다른 한편으로는 대중사회학적 상황(狀況)을 가져오고 있는 문제점은 오늘날의 사회학에 대하여 중요한 연구내용이 된다.
셋째 부문은 사회의 문화적인 측면에 대한 연구이다. 즉, 사회적 소산으로서의 문화와 사회와의 관련이 문제가 된다. 여기에서 말하는 문화는 넓은 뜻의 문화이거니와, 기술혁신이 행해지고 매스컴(대중전달)의 기능이 더욱 주목되어 오고 있는 현대에 있어서는 문화를 둘러싸고 일어나는 문제도 끝이 없다고 하겠다.
사회학은 이상과 같은 내용을 실증적(實證的)으로 연구하려고 한다. 실증적 연구는 실증주의를 표방한 초창기 이래의 사회학의 전통이다. 1920년대 이후 미국에서 특히 발전되어 온 사회조사법(social research)은 사회학의 '실증과학'적인 성격을 높이기 위하여 더욱 다듬어져야만 하는 연구법인 것이다.
바야흐로 이른바 관리사회(管理社會) 또는 정보화사회의 시대로 접어들고 있다. 그것은 공업화와 도시화가 끊임없이 진행되는 가운데 인간이 스스로 필요한 정보를 얻고 이에 기반해 판단 행동할 수 있는 사회이거나, 기구(機構)의 톱니바퀴처럼 되어 가는 사회이며, 방대한 양의 정보가 쏟아져 나오고 모아지며 처리되는 사회이다. 이같은 상황에서 어떻게 인간다운 생활을 제대로 영위할 수 있는가 하는 것은 현대인에게 커다란 문제가 아닐 수 없다. 이러한 문제를 해결하는 데에는 현대의 사회생활에 대한 과학적인 식견을 넓히고 올바른 진단을 바탕삼아 적절한 치료를 베푸는 것이 바람직한 일인데, 이 경우에 사회학적인 사물관찰이나 대처방식은 필수적이라 하겠다.

## 연혁
사회학은 근대사회의 과학적 자각으로서 태어났다. 사회학의 성립에 대하여는 학자에 따라 견해가 갈라져 있는데, 일반적으로는 프랑스의 콩트가 그의 저서 『실증철학강의』(전 6권, 1830-1842)의 제4권에서 비로소 '사회학(sociology)'이란 학문명칭을 사용하고, 의식적으로 이것을 체계화하였을 때에 성립하였다고 생각되고 있다. 이리하여 발족한 사회학은 영국에서는 스펜서에 의하여, 독일에서는 슈타인과 섀플레(A. Schaffle)에 의하여, 시대는 좀 뒤지나 미국에서는 워드(L. Ward)에 의하여 발전의 초석이 놓여졌다. 콩트에서 시작하는 이들 초기의 사회학은 대부분이 자연과학 특히 생물학의 영향을 받아서 사회를 생물유기체와 비교하면서 설명하는 '사회유기체설'을 취하고, 해부학·생리학에도 비할 만한 사회정학(社會靜學)과 사회동학(社會動學)이란 2부문으로 구성되고 있었다. 그리고 그 동학에 있어서 진화론적인 사회발전의 법칙을 구하려 하였고, 사회개조에의 실천적 의도를 다소 가지고 있었다. 게다가 이 점과도 관련되지만, 사회 현상의 포괄적인 인식을 목표삼고, 사회학을 사회과학 그 자체 또는 사회과학 전체의 기본과학이라 생각하였다. 이러한 입장은 종합사회학이라 불린다.
그러나 종합사회적인 초기의 사회학은 폭이 넓을 뿐 내용은 비었다고 하는 비판을 면할 수 없었고, 사회를 생물유기체와 비교하여 논하는 데에도 무리가 있었다. 그 때문에 사회학은 19세기부터 20세기 초에 걸쳐서 크게 전환해야만 했다. 생물학적인 방침에 의한 사회유기체설이 무너지는 동시에 생기는 '심리학적 사회학'과 종합사회학에의 반성적 비판의 결과로 나타나는 개별과학으로서의 사회학, 이 2가지가 그 후의 발전의 주류를 이루게 되었다.
사회를 인간심리의 상호적 교섭으로서 파악하는 입장은 사회학을 심간(心間)심리학이라 본 프랑스의 학자 타르드에 의하여 터전이 놓여졌다. 이같은 심리학적 사회학은 영국에서는 호브하우스(L. Hobhouse), 미국에서는 기딩스(F. Giddings)에 의하여 전개되었다. 공동사회와 이익사회의 개념으로 유명한 퇴니스의 사회학, 인간의 사회적 행위를 이해한다고 하는 뜻에서 '이해사회학'이라 불린 베버의 사회학 등도 넓게 보면 심리학적인 사회학이라 할 수 있겠다.그런데 초기의 종합사회학은 '형식사회학'을 창시한 지멜에 의하여 많은 비판을 받았다. 그에 의하면, 사회학이 독립된 과학이 되려면 다른 여러 사회과학이 '사회의 내용'을 다루는 데 반해 '사회화(社會化)의 형식'을 다루어야만 한다는 것이었다. 물론 이와 같은 생각은 극단적인 것이라 하겠고, 이 시대에도 뒤르켐처럼 '사회학주의'의 입장에서 여러 사회과학을 사회학의 한 분과로 보며 종합사회학의 전통을 남긴 학자도 있다. 그러나 그 흐름은 심리학적으로 사회를 설명하고, 어떤 형으로든 사회학을 사회과학의 하나로 보는 입장이 지배적인 것이 되었다고 하겠다. 이리하여 사회학은 훌륭히 학문으로서 진보하여 왔다고 하겠는데, 현대의 사회학은 20세기 전반(前半)의 성과 위에서 착실히 전진하고 있다.
20세기의 30년대까지는 어느 편인가 하면 유럽, 그 중에서도 독일이나 프랑스의 사회학이 학설의 무게로 보아 지배적이었다. 그러나 나치 때문에 억압받아 온 독일사회학의 쇠퇴도 작용하고 해서 사회학 교직자가 얼마 되지 않았던 유럽은 점차로 사회학의 연구상 많은 미개척분야를 가지며, 대학에서 다수의 사회학자를 보유할 수 있었던 미국에 압도당하게 되었다.
현대의 사회학에서는 사회학 왕국으로서의 미국의 영향이 아주 강하다. 심리학적인 방침은 계속 우세하며, 사회심리학과 사회학은 서로 스며들고 있다. 문화인류학 또는 사회인류학과의 교류도 현저하다. 또한 사회조사법의 진보로써 실증과학에의 경향이 강하며, 단편적인 연구가 체계적으로 이론없이 행해져 온 경향도 이름있는 학자들(T. Parsons, 머턴(R. K. Merton) 등)에 의하여 계속 시정되고 있다. 그리고 현대의 사회학은 연구자가 많아짐에 따라서 그 내부에 분업을 낳고 있다. 즉, 연구영역에 따라 각종의 분과사회학이 전개된다(도시사회학·농촌사회학·가족사회학·산업사회학·교육사회학·법사회학·정치사회학·종교사회학 등).
동양권에서 사회학의 시작은 일본이 메이지 유신으로 개혁되면서 신문물을 받아들이면서 시작되었으며 일본에서 동양에 존재하지 않던 개념인 Society의 번역을 사회로 하여 사회학이 되었다.
현대사회학의 이같은 발전은 미국만의 일이 아니라 전 세계에 미치고 있다. 2차 대전 후에 조직된 국제사회학협회(International Sociological Association)에는 세계 각국의 사회학자들이 참가하고 있는데, 대한민국도 1966년에 가입하였다.

### 사회유기체설
사회의 구성을 생산유기체와 유사한 것으로 보고, 이에 입각하여 유추적으로 사회의 구조와 기능을 설명하려고 하는 사회 실재론의 한 형식으로, 자본주의의 모순을 제거하고 새로운 질서화를 위해 등장하였다.

### 사회물리학
콩트가 사회학을 지칭하여 사용한 용어이다. 자연과학을 모델로 삼아 경험적·실증적 연구 방법을 취하였기 때문에 사용한 용어이다.

### 심리학적 사회학
사회현상의 결정요인 또는 설명요인으로서 심리적 요인이 무엇보다도 중요하다고 강조하는 입장의 사회학이다. 프랑스에서 이 입장을 대표한 타르드는 모든 사회현상 중에서 사회학의 대상이 될 '순수하게 사회적인 것'을 빼내어 이것을 두 사람 사이의 심적(心的) 관계로 설명했다. 이 관계는 한 사람이 타인을 반영하는 관계, 즉 모방인 것이다. 따라서 타르드는 모방이 있는 곳에 사회현상이 있다고 했다. 미국의 경우 기딩스의 동류의식(consciousness of kind)에 의하여 인간의 사회적 활동을 설명하려 하였고, 쿨리(C. H. Cooley)는 사회현상은 원래 의식현상이므로 내면적으로 고찰해야 한다고 보았다. 이들 이외에도 미국에 있어서는 이 입장을 취하는 학자를 많이 볼 수 있다. 이 입장은 엄밀한 뜻으로 보면, 종합사회학이 쇠퇴한 후 차차 사라지고 그 계열은 사회현상의 심리적 측면을 중시하면서 이런 연구에 자기를 한정시키는 개별과학으로서의 사회심리학에 흡수되었다고 할 수 있다.

### 이해사회학
베버의 관점에서 사회학은 '사회적 행위를 해석하면서 이해하고, 그렇게 함으로써 그 경과와 여러 결과를 인과적으로 설명하려고 하는 과학'이다. 이해사회학이라 불리는 베버학설의 특색은 '행위자에 의하여 주관적으로 생각된' 의미의 이해에 있다. 여기에 그는 이른바 '이념형(Idealtypus)'의 개념을 만들어 냈는데, 그것은 가치적인 어떤 견지에서 현실의 현상을 이념적으로 뽑아내어 형성되는 것이다.

### 형식사회학
초기의 사회학에 나타나는 백과전서적·종합과학적인 경향에 대한 반동으로서, 19세기 말엽부터 20세기의 20년대에 걸쳐서 독일을 중심으로 특수개별과학으로서의 사회학을 확립하려 하여 생긴 사회학의 한 유파(流波). 지멜을 창시자로 하여 피르칸트(A. Vierkandt), 비제로 이어졌는데, 미국에서도 로스(E. A. Ross)와 같은 학자의 입장이 이에 속한다. 지멜은 사회학의 독특한 대상을 '사회화의 형식', 즉 심적 상호작용에서 찾았다. 그것은 사회의 내용을 이루는 경제·법·정치·종교 등으로부터 빼내어진 공통의 형식으로, 이를테면 상하관계·투쟁·경쟁·모방·분업·교환·대표 등이다. 현실의 사회는 내용인 여러 관심과 사회화의 형식인 심적 상호작용으로 이루어지며, 양자는 불가분의 관계에 있지만 개념적으로는 구별하여 고찰할 수 있다.과학이 일면적인 개념적 추상에서 성립하는 한, 기하학이 자연현상인 소재(素材)에는 관계없이 그 형식을 대상으로 삼는 것처럼, 사회학은 사회화(社會化)의 형식을 대상으로 함으로써 내용을 대상삼는 다른 사회 여러 과학에 대해 개별과학으로서의 독특한 고유영역을 가질 수가 있다. 형식사회학은 이와 같이 하나의 전문과학으로서 확립은 되었지만, 한편 사회적 현실로부터 떨어지고, 비생산적인 관념유희(觀念遊戱)로 빠져들어가는 것이다.

### 문화사회학
형식사회학의 비생산성·비현실성에 대해 사회학에 보다 구체적인 내용을 주며, 또 실천에 소용되는 학문이 되려는, 말하자면 현실과학화로의 움직임이 제1차대전 후의 격동기에 독일에서 문화사회학을 먼저 성립케 하였다. 그것은 글자 그대로 문화를 그 사회적 존재로부터의 제약에 있어서 이해하려 하는 사회학을 말하는데, 문화와 사회의 종합적 파악은 결국은 역사적·사회적인 실재의 전체적 파악, 역사적 세계의 일반적 구조론을 전개하는 것이라 하겠다. 독일의 문화사회학은 따라서 동시에 역사사회학이었던 것이다. 그 대표적 학자는 베버, 만하임, 셸러였다. 그들에게 공통적인 점은 단지 형식사회학에 대한 비판뿐만 아니라, 당시의 독일의 사상계나 사회과학의 영역에서 주목할 조류(潮流)로 되어 있던 마르크스주의와 대결하여 이것을 극복하려는 데 있었다. 이를테면, 만하임은 그의 지식사회학에서 '이데올로기'의 문제를 정면으로 다루고, 마르크스주의 이데올로기를 자유주의적인 방향으로 수정하려고 하였다. 그리고 『변혁기에 있어서의 인간과 사회』 등 여러 저서에서 그는 인텔리겐차(지식계급)의 역할을 크게 다루었는데, 이것은 오늘의 한국에서는 다분히 시사적이라 하겠다. 한편 미국에서는 문화인류학과의 접근·교류에 의한 문화주의적인 사회학이 등장하였다(1920년대-1930년대). 그것은 심리학적 사회학에 대한 비판에서 출발하고, 문화의 객관적 또는 준객관적인 성격을 강조한다. 이 입장의 사회학자로서는 오그번(W. F. Ogburn), 행킨스(F. H. Hankins), 토머스(W. I. Thomas) 등을 들 수 있다. 문화를 행위양식 또는 생활양식이라 보는 미국의 문화사회학은 있는 그대로의 현실을 과학적으로 밝히려고 하는 실증적 방법을 발전시키는 데 기여하였다.

### 예술 사회학
음악, 미술 등의 예술 분야에 대해 사회학적 관점으로 접근한 학문이다. 즉 예술 행위, 현상을 사회 현상의 하나로 간주하는 것이다. 특히 제 2차 세계 대전 이후에 연구가 활발히 이루어졌는데 2차 세계 대전 이전의 연구가 예술과 사회의 관련성을 밝히는 것이었다면, 그 후의 연구는 예술이 사회에 끼치는 영향을 해석하고 더욱 학문적으로 접근한 것이다. 예술 사회학이라는 명칭을 처음 사용한 학자는 마르크스주의에 입각했던 하우젠슈타인이다. 예술 사회학이 발전하게 된 데에는 전위 예술가의 역할이 컸다고 할 수 있다. 전위예술이란 모더니즘과는 구별되는 것으로 상징주의,입체파, 표현주의등을 총칭하는 말이다. 전위예술의 특징은 문학, 음악, 미술 등 다양한 분야에서 나타났다. 특히 전위 예술의 영향은 음악이나 미술에서 특히 컸는데 음악과 미술이 현대 음악,미술과 상당히 흡사한 형태로 나타나게 되었다. 전위 예술가는 흔히 프랑스말로 아방가르드(Avant-garde)라고 불린다. 아방가르드는 전쟁에서 척후병 역할을 하는 군사를 뜻하는 말로 기존의 체계를 거부하고, 혁신적인 역할을 한 사람들을 일컫는 말로 쓰인다. 산업혁명 이후 바뀐 산업구조로 인해 사회의 모습이 근본적으로 바뀌면서 마르크스 유물사관에 영향을 받아 새로운 시대에 맞는 새로운 문화와 정신을 창조하려고 한 것이다. 전위 예술은 음악, 미술 등의 분야에서 많이 나타났으며 백남준 등이 대표적인 전위 예술가이다. 모더니즘 시대의 상징으로 전위 예술이 사용되기도 한다. 전통적인 것들을 부정했던 모더니즘 시대이후 전위 예술이 자리잡게 되면서 예술 사회학도 발전해 갔다고 할 수 있다.

### 음악 사회학
음악 사회학이란 예술 사회학의 한 갈래로써 음악과 사회의 관련성을 연구하는 학문이다. 음악을 심미적이나 감성적으로 이해하는 것이 아닌 사회 문화 체계 속에서 만들어진 소리로 이해하는 것이 음악사회학의 성격이다. 음악 사회학이 학문적으로 발전을 이루기 시작한 것은 베버 이후로 여겨진다. 음악과 사회와의 관계를 처음 인식하고 언급한 학자는 플라톤으로 여겨진다. 하지만 당시의 음악과 사회의 관련성에 대한 해석은 학문적 접근이 아닌 당시 유력한 정책이나 의견에 따른 해석이었다. 음악학에 대한 연구는 18세기에 왕성하게 일어났지만 음악과 사회의 관련성에 대한 연구는 오히려 위축되었다.  베버 이후 아도르노가 등장해 음악 사회학을 발전 시켯으며 1969년 그의 사망이후 음악 사회학은 크게 두 갈래로 나뉘었으며 그 후의 사회학자들은 음악 사회학을 수용 방법에 따라 다른 접근을 시도했다. 실증주의 음악 사회학, 마르크스주의 음악 사회학 등이 그 예이다. 실증주의 사회학은 경험주의 또는 실증주의에 뿌리를 두어 음악이 사회에 끼치는 영향을 증명하는 것을 목적으로 한다. 질버만과 블라우코프가 대표적인 실증주의 사회학자이다. 한편 마르크스주의 사회학자들은 계급분석 이론에 기초를 두고 음악의 생산,소비의 부분에서도 계급적인 특성을 찾으려 한다. 즉, 역사적 시점, 계급에 의해서 음악의 생산, 소비가 이루어진다는 것이 전제되는 것이다.
많은 연구가 이루어졌음에도 불구하고 음악 사회학을 독립적인 학문으로 인정해야 되는가에 대해서는 논란이 되고있으며, 학문적 위치가 불안정하다는 것이 평설이다.

### 사회학주의
사회현상을 규정할 때에 특히 '사회학적'인 요인을 강조하는 입장이다. 이것은 제1차 대전 이전의 프랑스에서 뒤르켐을 중심으로 형성되었다. 그는 사회적 사실을 사물(chose)로서 고찰한다. 그에게는 그것은 관찰의 대상이 될 수 있는 객관적 존재물이며, 또 그것은 생리현상이나 심리현상으로도 환원될 수 없는 독특한 실재(實在)였다. 그는 이의 예로서 '집합표상(集合表象)'의 객관적 성격을 사회적 강제의 개념으로 설명하였다. 뒤르켐 학파의 사람들은 사회연구의 모든 분야에 객관주의적인 이러한 방법을 널리 적용하였다.

### 사회심리학·사회학·문화인류학의 관계
이 셋은 모두 인간의 사회생활을 가로로 잘라 분석하는 것이나, 사회심리학은 개인의 퍼서낼러티의 수준에서 개인의 의식과 행동이 사회적 환경에 의해 어떻게 변용되며 또 사회환경을 어떻게 바꿔가는가를 살피고 사회적 행동의 일반이론을 수립하려 한다.이에 반하여 사회학은 사회체계의 수준에서 집단 및 사회의 구조와 기능, 나아가서는 그것들의 변동의 법칙을 밝히고, 마지막에는 집단과 사회의 일반이론을 수립하려 한다고 하겠다. 사회학도 퍼서낼러티나 문화 등을 다루지만, 그 마지막 초점은 사회체계로 모아지고, 이것에 관련하는 한에는 그것들을 다룬다고 하는 특수성을 가지고 있다. 문화인류학은 종래의 연구상황으로 보아 미개민족의 문화를 연구하는 학문인 듯하지만, 그것은 결국 문화의 일반이론을 목표로 하고 있는 것으로 생각된다. 이와 같이 3학문은 불가분의 관계에 있다.

### 한국의 사회학
한국에 사회학이 소개된 것은 8·15 광복 이전의 일이다. 경성제국대학의 윤리학과의 부 전공으로 처음 사회학과가 설치되었다. 그리고 경성제국대학이 전신이었던 서울대학교에서 1946년 법문학부안에 사회학과가 설립되었으며, 그후 1954년 경북대학교에 두 번째로 사회학과가 설치되었다.

## 대표적 사회학자

### 오귀스트 콩트
오귀스트 콩트는 실증주의적이고 경험주의적인 사회학의 창시자이다. 그는 '실증주의 철학'과 '사회학'이라는 용어를 명명하였다. 몽펠리의 귀족의 가문에서 태어나 프랑스 혁명 이후 파리의 이공과대학에서 진보적인 교육을 받았다. 생시몽의 비서로서 유토피아적 사회주의의 발전을 위해 그와 밀접히 공동 노력을 하였다.
이러한 관계에서 물러난 그는 생계를 위해 수학교사가 되었고, 1848년에는 실증주의협회를 창설하였다. 그의 철학은 생시몽의 사상의 실증주의적 측면을 정교화시켰다고 할 수 있는데, 프랑스에서 정치적으로 매우 불안정했던 시기에 질서와 진보를 찾고저 했다. 그는 평등주의, 개인주의, 정치적 주권주의와 같은 철학에 반대했는데, 이 철학들이 혁명에 대해 책임이 있다고 생각하였다.
그의 저작에는 당시의 보수주의(과학, 혁명, 개혁에 반대하는)와 급진주의(과학과 산업의 새로운 황금기임을 주장하는) 사이의 긴장이 나타나고 있다. 콩트는 공동가치의 체계로서 사회질서의 보수적 개념을 인정하고 있었다. 유럽의 전통적 가치와 종교적 가치의 쇠퇴가 사회적 위기를 창출하고 있다는 신념을 받아들이면서, 그는 실증주의를 통하여 사회개혁의 전제가 되며 합의를 재건하는 윤리적, 지적 개혁을 추구했다.
이러한 부분적 변화 때문에 실증주의가 사회의 객관적 개념으로부터 개혁주의, 인류주의, 종교에 대한 주관적인 강조로 옮겨 간 급진적 변화라고 잘못 해석되기도 한다. 그러나 이는 콩트의 실증주의를 '과학주의'와 동일시하는 과오에서 비롯된 것이다. 콩트의 실증주의는 단순한 경험주의로 환원될 수 없다. 콩트는 고전경제학이 메마른 추상, 형이상학적 사고, 경제적 사실을 부당하게 고립시켰다고 주장하여 비판을 가한다.
콩트주의 사고는 프랑스의 레비브륄(Lévy Bruhl), 뒤르켐, 알랭(Alain)과 모라(Mauras), 영국의 스펜서, 밀, 레키(Lecky), 몰리(Morley), 독일의 역사학자인 몸젠과 그로트(Grote), 그리고 스페인, 포르투갈, 남아메리카의 학문적 사상에 영향을 끼쳤다. 『사회 재조직을 위한 과학적 작업』(1822), 『실증철학』 6권(1830~42), 『실증정치의 체계』 4권(1848~54), 『실증정신론』(1844) 등의 사회학적 저술이 있다.

### 아르놀트 하우저
아르놀트 하우저는 1892년 5월 8일 헝가리 티미쇼아라(Temesvar)라는 작은 도시 유대인 가정에서 태어났다. 부다페스트와 베를린, 빈에서 미술사를 공부하였고 부다페스트대학교에서 미술사를 강의하였다. 부다페스트에서는 루카치, 만하임, 발라츠 등과 함께 '일요서클'이라는 지식인모임을 형성하였는데 하우저의 예술사 연구에서 사회학적 연구방법과 영화와 극예술에 대한 연구 등이 모두 이 일요서클을 통해서 얻어진 것이었다. 헝가리 소비에트 정권이 무너지자 오스트리아 빈으로 망명길에 올랐다가 1938년 나치가 오스트리아를 침공하자 다시 영국 런던으로 망명하였다. 영국에 머물면서 생활고로 어려움에 처했지만 《문학과 예술의 사회사 Sozialgeschichte der Kunst und Literatur》를 집필하였고 1951년 영어, 1954년 독일어로 출간하였다. 이후 하우저는 20세기 유럽을 대표하는 대표적인 지식인으로 평가되었다. 영국 리드대학에서 강의하였고 교환교수로 미국에서도 강의하였다. 1978년 헝가리 부다페스트에서 사망하였다. 주요저서로는 《예술연구의 방법론 Methoden der Kunstbetrachtung 1960》, 《현대예술과 문학의 근원 Der Ursprung der modernen Kunst und Literatur 1964》, 《예술의 사회학 Soziologie der Kunst 1974》, 《루카치와의 대화 Im Gesprach mit Georg Lukacs 1978》등이 있다.

### 에밀 뒤르켐
뒤르켐 이전에 콩트의 실증주의 사회학이 존재했지만, 콩트는 자신의 사상을 온전히 발전시키지 못하고 말았다. 콩트의 사유는 뒤르켐에 와서 명확한 근거를 얻기 시작했다. 실제로 콩트는 사회학이라는 용어로 만들어내긴 했지만, 신학적 단계-형이상학적 단계-실증적 단계로 이어지는 그의 역사발전 도식은 과학성이 떨어지는 것이었다. 이와 달리 뒤르켐은 사회학을 ‘경험적 근거’ 위에 올려놓고자 노력했다.
뒤르켐은 사회실재론의 입장을 천명했다. 그는 사회의 법칙이 자연과학의 법칙과 다르지 않다고 보았으며, 사회를 개인들로부터 독립된 하나의 사물(things)로 보아야 한다고 주장했다. “사회적 사실을 사물로 취급하라” 이것이 뒤르켐의 명제이다. 따라서 사회는 객관적인 관찰 방법으로 연구가 가능하다는 것이다. 사회적 사실은 개인 외부에 존재하며(외부성), 개인에게 구속력을 가진다(강제성). 예를 들어 도덕적 의무감도 개인의 순수한 자발적 신념이라기보다는 사회적 사실이라는 게 뒤르켐의 혁신적인 생각이다. 우리는 자신의 고유한 생각에 따라 행동한다고 믿고 있지만, 그러한 생각조차 이미 사회적 사실로서 외부에서 개인에게 주어지며 강제력을 행사한다는 것이다.
이러한 주장은 결국 사회를 인간들의 단순한 총합으로 볼 수 없게 한다. 인간들이 모인 사회는 그 자체로 독자적인 속성을 획득한다. 따라서 생물학이나 심리학에서 주장하듯 인간본성을 가지고 사회의 성격을 설명할 수도 없다

### 막스 베버
막스 베버는 역사파의 계통에 속해 있으나, 학문 방법론에서는 리케르트의 영향하에 신 칸트 파의 입장을 취하였다. 근대 자본주의 특징을 프로테스탄티즘과 관련하여 밝힌 것은 그의 뛰어난 업적이다. 그의 학문적 활동은 사회학·경제학·역사학·법학 등 매우 폭이 넓었으며, 근대의 가장 위대한 사회 과학자의 한 사람으로 일컬어진다. 베버의 주요 저작들은 종교 사회학, 정치 체제, 조직 이론, 행위의 합리화를 다루고 있다.
그의 가장 유명한 저술은 개신교 윤리와 자본주의 정신으로, 그는 종교 사회학에서 연구를 시작하였다. 이 책에서 베버는 서방과 동방 문화가 각자 발전하는 방식의 여러 원인 가운데 종교가 한 요소였다고 주장하며, 금욕적 칼뱅주의라는 특정한 성격이 서구의 합법적 권위, 관료제, 자본주의 발전에 영향을 끼쳤음을 강조한다. 또 여기서 그는 자본주의가 마르크스주의적 맥락에서 순수하게 유물론적이지 않고 소유 관계, 기술, 지식의 발전만으로는 설명할 수 없는 종교적 이상과 관념에서 비롯된다고 주장하여 개신교가 자본주의의 발흥에 끼친 영향을 검토한다.
그의 또다른 주요 저작인 《직업으로서의 정치》에서 베버는 국가를 합법적 폭력을 독점하도록 주장하는 독립체로 규정하였으며, 이는 현대 서구 정치 과학 연구의 근간을 이루게 되었다. 베버는 경제와 사회에서 했던 관료제 분석은 현대의 조직 연구에서 아직도 중심적이다. 그의 유명한 업적을 "베버 명제"라고 칭하기도 한다. 그는 처음으로 사회적 권위의 다양한 측면을 인식하여, 카리스마적 권위, 전통적 권위, 법적 권위로 범주화하였다. 그리하여 그는 관료제를 분석하면서 근대 국가 조직이 합리적 권위에 기반을 두고 있다고 썼다.

### 카를 마르크스
마르크스는 헤겔의 철학에서 출발했고 헤겔의 사고 방식에서 큰영향을 받았지만 헤겔이 주장한 세계 정신의 관념, 즉 우리가 헤겔의 관념론이라고 부르는 것과는 거리가 있다. 마르크스는 한 사회의 물질적인 삶의 조건이 우리의 생각과 의식을 결정한다고 생각했다. 그는 물질적 삶의 조건의 변화가 역사에 결정적인 작용을 한다는 것을 증명하고자 하였다. 한사회의 정신적인 상황이 물질적 변화를 일으키는 것이 아니라, 그 반대로 물질적인 상황이 정신적인 상황을 결정한다고 생각했다. 마르크스는 특히 한사회의 경제적인 힘이 다른 모든 분야에 변화를 일으켜 역사를 발전시킨다고 강조했다.

## 사회학의 주변 학문
- 철학
- 심리학
- 정치학
- 경제학
- 생물학
- 예술
- 음악학

## 참고 저서
- 앤서니 기든스, 김미숙 외 역, 현대사회학, 을유문화사
- 김경동, 현대의 사회학, 박영사
- 루이스 A 코저, 신용하 박명규 역, 사회사상사, 일지사
- 노명우, 아방가르드, 책세상
- 쟈네트 윌프, 이성훈 역, 미학과 예술사회학, 이론과실천
- 현택수, 예술과 문화의 사회학, 고려대학교출판부
- 아놀드 하우저, 백낙청 역, 문학과 예술의 사회사, 창비

## 참고 자료
- 이 문서에는 다음커뮤니케이션(현 카카오)에서 GFDL 또는 CC-SA 라이선스로 배포한 글로벌 세계대백과사전의 내용을 기초로 작성된 글이 포함되어 있습니다.

## 같이 보기
- 문화 이론
- 사회학자 목록
- 정치사회학
- 탈공업 사회
- 사회 이론
- 사회심리학